# Atelectasia
Atelectasia (do grego ἀτελής, "incompleto" + ἔκτασις, "extensão") ou colapso pulmonar é o colapso de um segmento do pulmão alterando a relação ventilação/perfusão. Geralmente ocorre quando a via respiratória está bloqueada e as áreas não colapsadas costumam tentar compensar aumentando a oxigenação.

## Causa

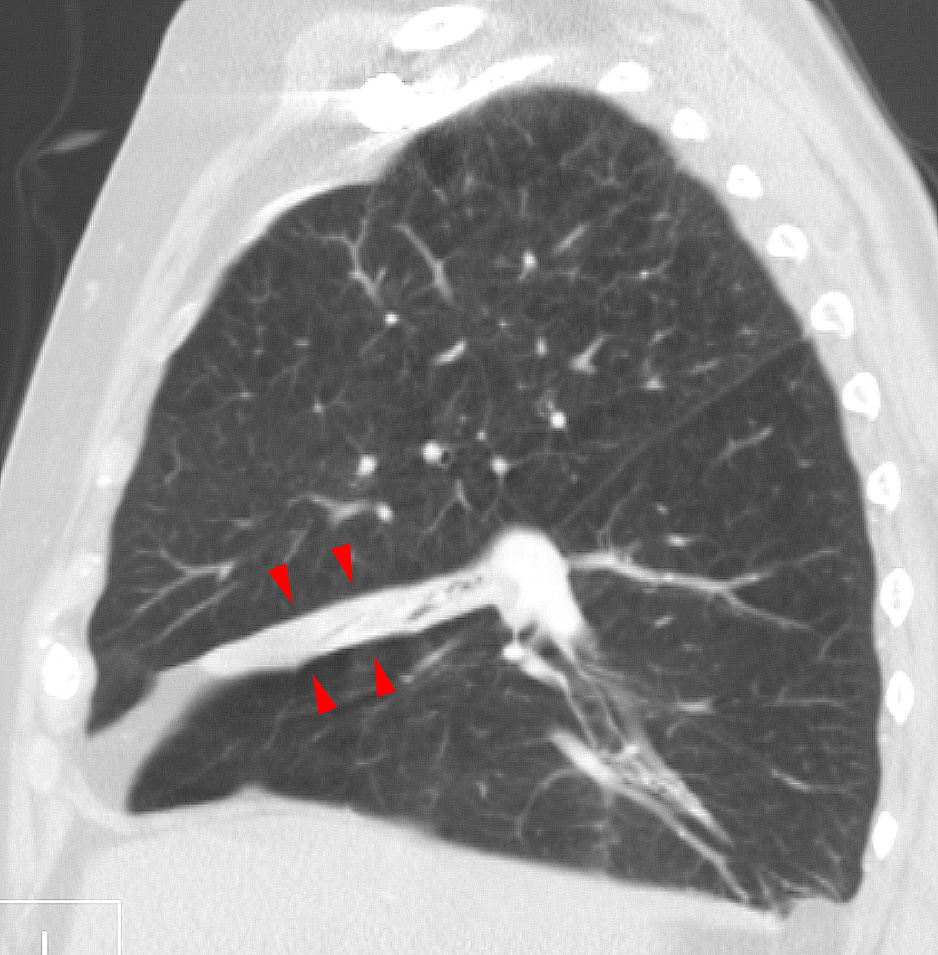
Vista sagital de lóbulo médio colapsado.

Fatores que causem o bloqueio das vias de condução de ar como: 
- Objetos estranhos;
- Sangramento;
- Infecções (pneumonia, bronquite, enfisema, tuberculose...);
- Anestesia geral;
- Excesso de muco ou líquido purulento;
- Pressão causada por uma acumulação de fluido entre as costelas e os pulmões (derrame pleural);
- Repouso prolongado no leito, com poucas mudanças de posição;
- Respiração insuficiente;
- Tumores que bloqueiam as vias aéreas.

Outras possíveis causas sem bloqueio incluem:
- Pneumotórax (perfuração do pulmão);
- Trauma físico grave que reduza muito a respiração;
- Cirurgia abdominal

## Sinais e sintomas
Os sinais clínicos são:
- Deslocamento da traqueia ou mediastino para o lado da atelectasia
- Desvio do choque da ponta cardíaco para o lado da atelectasia
- Elevação do diafragma do lado da atelectasia
- Alteração da fissura horizontal
- Pinçamento de costelas

E os possíveis sintomas são:
- Dificuldade de respirar;
- Baixa saturação de oxigênio;
- Batimento cardíaco acelerado;
- Efusão pleural;

A falta de ar eventualmente deixa a pele e lábios azulados (cianose). Antigamente acreditavam que causava febre, porém estudos refutaram essa alegação.

## Diagnóstico
O colapso pode ser detectado por:
- Broncoscopia;
- Tomografia computadorizada;
- Raio X torácico;

## Prevalência
Não há predileção por algum gênero ou raça, mas é mais comum em menores de 10 anos por possuírem menor via respiratória. Também é mais comum após cirurgia com anestesia geral e após acidentes graves.

## Tratamento
Tratamentos para atelectasia: 
- Realizar exercícios de respiração profunda
- Remover ou aliviar qualquer bloqueio nas vias aéreas através de broncoscopia ou aspiração;
- Inclinar a pessoa de modo que a cabeça fique mais baixa do que o peito (chamado drenagem postural). Isto permite que o muco saia com mais facilidade;
- Tratar um tumor ou outra condição caso exista;
- Virar a pessoa para deitar sobre o lado do pulmão saudável facilita que a área de colapso de pulmão se re-expanda;
- Tratamentos respiratórios aerossolizado (medicamentos inalatórios) para abrir a via aérea;
- Usar outros dispositivos que ajudem a aumentar a pressão positiva nas vias aéreas e limpar líquidos (pressão expiratória positiva [PEP])

## Prognóstico
No adulto a atelectasia de uma pequena área do pulmão não é geralmente uma ameaça à vida. O resto do pulmão geralmente pode compensar pela área desmoronada, levando oxigênio suficiente para o bom funcionamento do organismo. É apenas problemático em idosos e pacientes com outras doenças que prejudiquem a respiração como câncer de pulmão.
Grandes áreas de atelectasias só são comuns e graves em bebês ou crianças pequenas. Caso a causa seja objeto engolido costuma melhorar assim que o objeto é aspirado para fora.